# Parti de la révolution du peuple
Le Parti de la révolution du peuple (PRP) est un parti politique de la République démocratique du Congo.
Mouvement politique marxiste né dans les soubresauts de la crise congolaise, le PRP, fondé en 1967 à Fizi par Laurent-Désiré Kabila, est devenu, malgré la notoriété de son fondateur, un parti à l'audience limitée.

## Historique
Ancien militant du Mouvement national congolais de Patrice Lumumba et partisan de l’éphémère République populaire du Congo de Pierre Mulele, Laurent-Désiré Kabila s’implante avec ses hommes en 1965 dans la région de Fizi, à l’est de la République démocratique du Congo. Il organise dans les monts Fizi et Baraka, une commune populaire, Hewa Bora, calquée sur le modèle chinois et fonde le 24 décembre 1967 le Parti de la révolution du peuple (PRP), d’obédience maoïste et soutenu par la  Chine populaire et la Tanzanie « socialiste » de Julius Nyerere.
C'était le parti au pouvoir dans l'État socialiste du Maquis de Fizi entre 1967 et 1986, réunissant la structure d'opposition, de résistance et de confrontation la mieux organisée et la plus durable au gouvernement de Mobutu Sese Seko au Zaïre.
Censé constituer l’avant-garde de révolution à venir, le PRP périclite au cours des années 1970. En 1984 et 1985, il tente de reprendre du terrain au Zaïre lors des guerres de Moba. Bientôt, il ne subsiste que sous la forme d’un réseau affaibli et dispersé en Afrique de l’Est (Tanzanie, Ouganda) et en Europe occidentale. Cantonné à des activités de trafiquant d’or et d’ivoire, Laurent-Désiré Kabila devient en 1996, à l’invitation de ses nouveaux parrains ougandais (Yoweri Museveni) et rwandais (Paul Kagamé), le porte-parole de l’Alliance de forces démocratiques pour la libération du Congo (AFDL). Fusionnant avec les trois autres partis fondateurs de l'AFDL (CNRD, ADP, MRLZ),, le PRP disparaît alors formellement.

## Actualité du PRP
Sous l’impulsion de nostalgiques de Laurent-Désiré Kabila désirant se démarquer de son fils, Joseph Kabila, et de son parti, le PPRD, le Parti de la révolution du peuple fait de nouveau surface peu avant les élections législatives de juillet 2006, au cours desquelles il obtient deux sièges à l'Assemblée nationale.